# Ceratina japonica
Ceratina japonica är en biart som beskrevs av Cockerell 1911. Ceratina japonica ingår i släktet märgbin, och familjen långtungebin. Inga underarter finns listade i Catalogue of Life.